# Robert McMillen
Robert Earl « Bob » McMillen  (né le 5 mars 1928 à Los Angeles - mort le 1er avril 2007) est un athlète américain, spécialiste du demi-fond.

## Carrière
Il participe aux Jeux olympiques de 1948, à Londres, où il s'incline dès les séries du 3 000 m steeple après avoir chuté à trois reprises lors de la même course.
Vainqueur du 1 500 mètres des championnats NCAA de 1952, Bob McMillen remporte la médaille d'argent des Jeux olympiques d'Helsinki, s'inclinant en finale face au Luxembourgeois Joseph Barthel.

### Palmarès
| Date | Compétition     | Lieu     | Résultat | Épreuve |
| ---- | --------------- | -------- | -------- | ------- |
| 1952 | Jeux olympiques | Helsinki | 2e       | 1 500 m |

### Records
| Épreuve | Performance  | Lieu | Date |
| ------- | ------------ | ---- | ---- |
| 1 500 m | 3 min 45 s 2 |      | 1952 |